# Londontraktaten (1839)
 For alternative betydninger, se Londontraktaten. (Se også artikler, som begynder med Londontraktaten)
Londontraktaten af 1839, også kaldet Den første Londontraktat, eller Konventionen af 1839, var en traktat, som blev underskrevet den 19. april 1839 mellem de europæiske stormagter og Det forenede Kongerige Nederlandene. Med aftalen anerkendte de europæiske stormagter Belgien som nation og anerkendte landets uafhængighed og neutralitet. Aftalen bekræftedet også Luxembourgs uafhængighed. Traktatens vigtigste historiske betydning var Artikel VII som krævede at Belgien forblev neutral, hvilket bl.a. indebar at de underskrivende stormagter forpligtede sig til at forsvare Belgiens neutralitet i tilfælde af at landet blev invaderet.  

## Territoriale konsekvenser
Siden 1815 havde Belgien været en del af det Forenede Kongerige Nederlandene. Med aftalen blev kongerigets sydligste provinster til kongedømmet Belgien, mens provinsen Limburg blev delt i en hollandsk og belgisk del.
Det samme skete med storhertugdømmet Luxemburg som mistede to-tredjedele af sit territorium til den nye provins Luxembourg i hvad der er blevet kaldt den "Tredje deling af Luxembourg". Dette efterlod et storhertugdømme som kun bestod af en tredjedel af sit oprindelige område og kun havde halvparten af sin tidligere befolkning og i personalunion med Holland, ved Vilhelm 1. af Nederlandene som havde den noget oppustede titel "konge-storhertug" (og tilsvarende titler for efterfølgerne Vilhelm 2, og Vilhelm III). Denne ordning blev bekræftet i Londontraktaten af 1867, også kaldet Den anden Londontraktat for at være analog til den af 1839, og varede indtil konge-storhertug Vilhelm 3. døde den 23. november 1890.
Zeeuws-Vlaanderen blev udskilt fra Belgien og blev en del af den hollandske provins Zeeland da hollænderne ikke ønskede at Belgien skulle have kontrol over indsejlingen til floden Schelde. Til gengæld måtte de garantere fri færdsel på floden til Antwerpens havn.

## Jern-Rhinen
Londontraktaten garanterede også Belgien retten til gennemkørsel med jernbane eller kanal over hollandsk område til det tyske Ruhr-område. Denne ret blev bekræftet den 24. maj 2005 i en bestemmelse ved Den internationale Domstol i Haag i en strid mellem Belgien og Holland om et jernbanespor.
I 2004 anmodede Belgien om en genåbning af jernbanelinjen Jern-Rhinen. Grunden var den stigende transport af varer mellem havnen i Antwerpen og det tyske Ruhr-område. Som en del af den europæiske politik om, at ved stigende transportbehov af varer, skal jernbanelinjer og vandveje foretrækkes frem for godstrafik på vejene. Den belgiske anmodning var baseret på traktaten fra 1839 og Jern-Rhinen-traktaten i 1873. Efter en række mislykkede forhandlinger blev de belgiske og hollandske regeringer enige om at bringe sagen for den internationale domstol og respektere rettens afgørelse.
Ved afgørenden den 24. mai 2005 anerkendte retten både Belgien rettigheder fra traktaten af 1839 og Hollands bekymringer for landets naturreservat. Retten besluttede, at traktaten fra 1839  fortsat er gældende og gav Belgien ret til at bruge og modernisere jernbanesporet. Imidlertid blev ansvaret for moderniseringen lagt på Belgien og reparationer og vedligeholdelse blev pålagt Holland. Begge lande vil dele udgifterne til bygning af en tunnel under naturreservatet.

## Chiffon de papier
Belgiens faktiske uafhængighed var blevet etableret i løbet af en krigsperiode på ni år med periodisk strid og kamphandlinger, den belgiske revolution. De som underskrev traktaten; Storbritannien, Østrig, Frankrig, Preussen, Rusland, og Nederlandene anerkendte nu officielt det uafhængige kongerige Belgien, og på Storbritanniens insisteren også landets neutralitet.
Traktaten er et betydningsfuldt dokument, specielt i dens rolle under første verdenskrig. Da det tyske kejserrige invaderede Belgien i august 1914 var det en krænkelse af Belgiens traktatfæstede neutralitet, og briterne erklærede krig den 4. august. Da den britiske ambassadør meddelte, at Storbritannien ville gå i krig med Tyskland på grund af at Tyskland havde krænket Belgiens neutralitet, skal den tyske kansler Theobald von Bethmann Hollweg i en berygtet replik have sagt, at han ikke kunne tro at Storbritannien og Tyskland ville havne i krig på grund af  "et stykke papir" (fransk "chiffon de papier").
I virkeligheden tog Storbritannien beslutningen om at gå i krig af grunde som landet betragtede som langt mere betydningsfulde: briterne anså det for utåleligt at Tyskland, med sin voksende flåde, skulle kontrollere Belgiens havne. Den 2. august bad kejser Vilhelm 2. general Moltke om at aflyse invasionen af Belgien for at holde Storbritannien ude af krigen. Dette var en forgæves anmodning.